# Proanoplomus nigroscutellatus
Proanoplomus nigroscutellatus är en tvåvingeart som beskrevs av Zia 1964. Proanoplomus nigroscutellatus ingår i släktet Proanoplomus och familjen borrflugor. Inga underarter finns listade i Catalogue of Life.